# Liste der Kulturgüter in Kandersteg
Die Liste der Kulturgüter in Kandersteg enthält alle Objekte in der Gemeinde Kandersteg im Kanton Bern, die gemäss der Haager Konvention zum Schutz von Kulturgut bei bewaffneten Konflikten, dem Bundesgesetz vom 20. Juni 2014 über den Schutz der Kulturgüter bei bewaffneten Konflikten sowie der Verordnung vom 29. Oktober 2014 über den Schutz der Kulturgüter bei bewaffneten Konflikten unter Schutz stehen.
Objekte der Kategorie A sind vollständig in der Liste enthalten, Objekte der Kategorie B sind im Gemeindegebiet nicht ausgewiesen, Objekte der Kategorie C fehlen zurzeit (Stand: 1. März 2024). Unter übrige Baudenkmäler sind geschützte Objekte zu finden, die im Bauinventar des Kantons Bern als «schützenswert» verzeichnet sind.

## Kulturgüter
| Foto | | Objekt | Kat. | Typ | Standort                              | Beschreibung |
| ---- | --- | --- | ---- | --- | ------------------------------------- | --- |
| ja   | Datei hochladen · Wikidata zu Gasthof Ruedihaus (Q19362614)                                                                                                | Gasthof Ruedihaus KGS-Nr.: 00972                                                                                                | A    | G   | Hinder de Büele 6, 6a 617557 / 148492 | Im Jahr 1753 erbautes ehemaliges Bauernhaus, heute als Gaststätte genutzt. Der Blockbau mit Satteldach und barock geschwungenen Blockkonsolen fällt durch den üppigen Schmuck in Form von Rauten-, Karnies- und Würfelfriesen sowie floraler und figurativer Bemalung auf. Im Giebelfeld sind zwei Bären und zwei lorbeerumrahmte Medaillons mit Jagdszene (links Jäger, rechts Hirsch/Gämse) dargestellt. Die Fassadeninschriften sind teils geschnitzt und teils gemalt. |
| BW   | Datei hochladen · Wikidata zu Lötschenpass, bronzezeitliche / römische / mittelalterliche-neuzeitliche Passfunde sogenannte "Ice Patch" Funde (Q117037944) | Lötschenpass, bronzezeitliche / römische / mittelalterliche-neuzeitliche Passfunde, sogenannte "Ice Patch"-Funde KGS-Nr.: 16533 | A    | F   | Lötschenpass 621101 / 140471          | |

## Übrige Baudenkmäler
Hinweis: Anstelle der KGS-Nummer wird als Objekt-Identifikator (ID) die Grundstücksnummer verwendet.
| ID       | Foto |                                                                                    | Objekt                                                    | Typ | Standort                                       | Beschreibung |
| -------- | ---- | ---------------------------------------------------------------------------------- | --------------------------------------------------------- | --- | ---------------------------------------------- | ------------ |
| 102      | ja   | Datei hochladen · Wikidata zu Ehemaliges Hotel Schweizerhof (1914) (Q124709206)    | Ehemaliges Hotel Schweizerhof (1914)                      | G   | Bahnhofstrasse 1 618075 / 149288               |              |
| 104      | BW   | Datei hochladen                                                                    | Vorsasshaus (1783)                                        | G   | Eggeschwandweg 5a 617038 / 147267              |              |
| 118      | ja   | Datei hochladen                                                                    | Gasthaus Ritter und Hotel Victoria (1789/1895)            | G   | Aeussere Dorfstrasse 2 618114 / 149331         |              |
| 137      | BW   | Datei hochladen                                                                    | Ehemaliges Bauernhaus (1604)                              | G   | Risetistrasse 31 617805 / 149659               |              |
| 154      | BW   | Datei hochladen                                                                    | Bauernhaus (1799)                                         | G   | Blümlisalpstrasse 26 618298 / 149704           |              |
| 175; 368 | BW   | Datei hochladen                                                                    | Ehemaliges Bauernhaus (1822)                              | G   | Brüggeweidlistrasse 12, 14 617706 / 149128     |              |
| 252      | BW   | Datei hochladen                                                                    | Bauernhaus (1736)                                         | G   | Selden 51 622186 / 143696                      |              |
| 262      | BW   | Datei hochladen                                                                    | Ehemaliges Bauernhaus (1556)                              | G   | Innere Dorfstrasse 38 617899 / 149068          |              |
| 487      | BW   | Datei hochladen                                                                    | Bauernhaus (1620)                                         | G   | Aeussere Dorfstrasse 126 618526 / 150130       |              |
| 493      | BW   | Datei hochladen                                                                    | Bauernhaus (1570)                                         | G   | Oeschigässli 25 618618 / 150014                |              |
| 497      | BW   | Datei hochladen                                                                    | Scheune (1802)                                            | G   | Selden 18a 621651 / 143992                     |              |
| 512      | BW   | Datei hochladen                                                                    | Bauernhaus (1799)                                         | G   | Selden 19, 21 621670 / 144039                  |              |
| 553      | BW   | Datei hochladen                                                                    | Bauernhaus (1560)                                         | G   | Innere Dorfstrasse 94 617709 / 148621          |              |
| 605      | BW   | Datei hochladen                                                                    | Chalet Bergfried (1907)                                   | G   | Aeussere Dorfstrasse 192 618277 / 150648       |              |
| 708      | BW   | Datei hochladen                                                                    | Bauernhaus (1772)                                         | G   | Hüttematteweg 1 617771 / 148881                |              |
| 716      | BW   | Datei hochladen                                                                    | Ehemaliges Bauernhaus (1734)                              | G   | Innere Dorfstrasse 53 617875 / 148899          |              |
| 748      | ja   | Datei hochladen · Wikidata zu Marienkirche (Q55382932)                             | Katholische Kirche (1927)                                 | G   | Bundesrat Adolf Ogi-Strasse 14 618256 / 149472 |              |
| 778      | ja   | Datei hochladen                                                                    | Reformierte Kirche (1510/11)                              | G   | Innere Dorfstrasse 1 618118 / 149284           |              |
| 794      | BW   | Datei hochladen                                                                    | Röstihaus (1796)                                          | G   | Innere Dorfstrasse 20 617971 / 149179          |              |
| 884      | BW   | Datei hochladen                                                                    | Katholische Feldkapelle (1953)                            | G   | Moosweidweg 60a 617521 / 147673                |              |
| 919      | ja   | Datei hochladen                                                                    | Scheune (18. Jh.)                                         | G   | Innere Dorfstrasse 219c 617292 / 147313        |              |
| 947      | BW   | Datei hochladen                                                                    | Chalet (1905/06)                                          | G   | Büelwaldweg 1 618310 / 150889                  |              |
| 958      | ja   | Datei hochladen                                                                    | Chlusenbrücke (1925)                                      | G   | Chluse N.N. 617258 / 146723                    |              |
| 961      | ja   | Datei hochladen                                                                    | Portal des Lötschbergtunnels (1911/12)                    | G   | Moosweid N.N.1 617530 / 147472                 |              |
| 1210     | BW   | Datei hochladen                                                                    | Buddhistisches Kloster / ehemaliges Hotel Waldrand (1912) | G   | Bütschelsstrasse 74 617102 / 149071            |              |
| 1314     | BW   | Datei hochladen                                                                    | Sägewerk (um 1870)                                        | G   | Sagigässli 6a 617787 / 148566                  |              |
| 1385     | BW   | Datei hochladen                                                                    | Bauernhaus (1799)                                         | G   | Selden 41 622036 / 143824                      |              |
| 1431     | BW   | Datei hochladen                                                                    | Bauernhaus (1556)                                         | G   | Sagigässli 21 617830 / 148534                  |              |
| 1434     | ja   | Datei hochladen · Wikidata zu Fussgängerbrücke über die Kander (1912) (Q117037281) | Fussgängerbrücke über die Kander (1912)                   | G   | Büel N.N. 618200 / 150441                      |              |
| 1512 ff. | BW   | Datei hochladen                                                                    | Doppelbauernhaus (1826)                                   | G   | Innere Dorfstrasse 107, 109 617692 / 148460    |              |